# Thibault Verny
Thibault Verny (ur. 7 listopada 1965 w Paryżu) – francuski duchowny rzymskokatolicki, biskup pomocniczy paryski w latach 2016–2023, arcybiskup Chambéry od 2023, przewodniczący Papieskiej Komisji ds. Ochrony Małoletnich od 2025.

## Życiorys
Święcenia kapłańskie otrzymał 27 czerwca 1998 i został inkardynowany do archidiecezji paryskiej. Pracował jako duszpasterz parafialny, był jednocześnie m.in. kapelanem kilku paryskich kolegiów i pomocniczym delegatem biskupim ds. powołań kapłańskich i zakonnych.
25 czerwca 2016 papież Franciszek mianował go biskupem pomocniczym archidiecezji paryskiej ze stolicą tytularną Lamzella. Sakry udzielił mu 9 września 2016 kardynał André Vingt-Trois.
11 maja 2023 papież Franciszek przeniósł go na urząd arcybiskupa Chambéry.
30 września 2022 papież Franciszek mianował go członkiem Papieskiej Komisji ds. Ochrony Małoletnich, a 5 lipca 2025 decyzją papieża Leona XIV został jej  przewodniczącym.